# United States Forces Korea
L'United States Forces Korea (주한 미군, Juhan Migun, USFK), littéralement « Forces des États-Unis basées en Corée » est un sous-commandement unifié de l'US Indo-Pacific Command (USINDOPACOM) et est constitué des divers éléments des forces armées américaines stationnées en Corée du Sud.

## Historique
L'USFK est le quartier général conjoint des forces de combat et des composants américains prêts au combat sous le Commandement des forces combinées ROK / US (CFC) — un commandement suprême pour tous les commandements terrestres, aériens, maritimes et d'opérations spéciales sud-coréens et américains. Les principaux éléments de l'USFK comprennent la huitième armée américaine (EUSA), les forces aériennes américaines de Corée (septième armée de l'air), les forces navales américaines de Corée (CNFK), les forces marines américaines de Corée (MARFORK) et le commandement des opérations spéciales américaines de Corée (SOCKOR). Ce commandement est actif depuis le 1er juillet 1957.
Sa mission est de soutenir le Commandement des Nations unies en Corée (UNC) et le Commandement des forces combinées en coordonnant et en planifiant les commandements des composantes américaines, et en exerçant le contrôle opérationnel des forces américaines selon les directives du Commandement indo-pacifique des États-Unis.
L'USFK est responsable de l'organisation, de la formation et de l'équipement des forces américaines sur la péninsule coréenne afin que les forces soient agiles, adaptables et prêtes.
Avec 28 500 soldats, marins, aviateurs et marines américains en Corée du Sud, les forces américaines en Corée du Sud représentent une présence majeure dans la région et une manifestation clé de l'objectif du gouvernement américain de se rééquilibrer vers l'Asie-Pacifique. La mission de l'USFK comprend également la planification d'opérations d'évacuation des non-combattants pour s'assurer qu'en cas de besoin, les citoyens américains et d'autres pays préalablement convenus sont éloignés du danger. À cette fin, l'USFK mène des exercices de routine pour s'assurer que ce processus est efficace, efficient et ordonné.
Avec le déménagement du nouveau siège de l'USFK et de l'UNC au camp Humphreys (à Pyeongtaek) le 29 juin 2018, le commandement de l'USFK et la majorité de ses unités subordonnées ont officiellement quitté la ville de Séoul ; le siège est maintenant à 35 km plus au sud.

## Composantes
- Huitième armée des États-Unis ; QG : Camp Humphreys, Corée du Sud ; environ 20 000 soldats[3]
- Septième armée de l'air ; QG : Base aérienne d'Osan, Corée du Sud ; environ 8 000 aviateurs[4]
- Commandant des forces navales de Corée (en) (CNFK) ; QG : Garnison de Yongsan, Corée du Sud ; environ 300 marins[5]
- Forces du Corps des Marines des États-Unis en Corée (MARFORK) ; QG : Garnison de Yongsan, Corée du Sud ; environ 100 marines[6]
- Commandement des opérations spéciales de Corée (en) (SOCKOR) : QG : Camp Kim (en), Yongsan, Corée du Sud ; environ 100 opérateurs[7]

## Commandement des Nations Unies et commandement des forces combinées

Alors que l'USFK est une organisation distincte du Commandement des Nations unies (UNC) et du Commandement des forces combinées ROK / US (CFC), sa mission est de soutenir à la fois l'UNC et le CFC en coordonnant et en planifiant les commandes de composants américains et en fournissant des forces de soutien américaines au CFC. En tant que tel, l'USFK continue de soutenir le traité de défense mutuelle ROK-US.
En réponse à l'attaque nord-coréenne contre la Corée du Sud le 25 juin 1950, le Conseil de sécurité des Nations unies (CSNU) a établi l'UNC en tant que commandement unifié sous les États-Unis dans la résolution 84 du CSNU du 7 juillet 1950. La mission de l'UNC était d'aider la Corée du Sud à repousser l'attaque et à rétablir la paix et la sécurité internationales en Corée. Tout au long de la guerre, 53 nations ont fourni un soutien à l'UNC ; 16 nations ont fourni des forces de combat et cinq ont envoyé des unités médicales et hospitalières. Après trois ans d'hostilités, les commandants des deux camps ont signé l'accord d'armistice le 27 juillet 1953.
Aujourd'hui, les hostilités sont également découragées par cette équipe de défense binationale issue de l'UNC multinationale. Créé le 7 novembre 1978, le Commandement des forces combinées ROK/US (CFC) est le quartier général de la guerre. Son rôle est de dissuader, ou de vaincre si nécessaire, une agression extérieure contre la république de Corée.